# Piotr Rajkiewicz
Piotr Rajkiewicz (ur. 31 grudnia 1967 w Elblągu) – polski piłkarz. W przeszłości występował m.in. w I ligowych drużynach Widzewa Łódź i Lechii/Olimpii Gdańsk. W ekstraklasie rozegrał 20 meczów, zdobywając 1 bramkę. W sezonie 1989/1990 był królem strzelców ówczesnej II ligi w barwach Gwardii Warszawa, strzelając 14 bramek.